# Nupo
Nupo (af "nutritional powder", næringspulver) er en danskudviklet slankeproduktserie, som primært består af ernæringspulver i form af milkshake-agtige drikke og supper.  
Nupo slankepulver er udviklet af fedmeforskere, bl.a. overlæge Flemming Quaade, på Hvidovre Hospital tilbage i 1980'erne. 
Nupo omfatter tre produktgrupper: fuldkosterstatninger, måltidserstatninger og snacks.
Nupo har tidligere[kilde mangler] indeholdt det kunstige sødemiddel Aspartam som en af ingredienserne. Fødevareregion Øst har i 2007 konstateret, at Nupo Jordbærdrik har et indhold af det kunstige sødemiddel Aspartam, der væsentligt overstiger de tilladte grænseværdier.